# Шукуров, Анвар Мухаммадович
Анвар Мухаммадович Шукуров (тадж. Шукуров Анвар Муҳаммадович; род. 28 декабря 1952, Сталинабад) — таджикский британский физик, астрофизик, астроном, доктор физико-математических наук (1993).

## Биография
Анвар Шукуров родился 28 декабря 1952 года в городе Душанбе в семье таджикского учёного Мухаммаджона Шакури. В 1969—1975 годах учился в Московском государственном университете имени М. В. Ломоносов изучал теоретическую физику.